# Ledomyia unguicula
Ledomyia unguicula är en tvåvingeart som först beskrevs av Ephraim Porter Felt 1908.  Ledomyia unguicula ingår i släktet Ledomyia och familjen gallmyggor.
Artens utbredningsområde är New York. Inga underarter finns listade i Catalogue of Life.